# Molophilus (Molophilus) monacanthus
Molophilus (Molophilus) monacanthus is een tweevleugelige uit de familie steltmuggen (Limoniidae). De soort komt voor in het Palearctisch gebied.